# ToekomstATELIERdelAvenir
ToekomstATELIERdelAvenir (of kortweg: TADA) is een tweetalige Brusselse weekendschool voor tieners uit maatschappelijk kwetsbare buurten. Vrijwilligers uit verschillende sectoren geven elke zaterdag praktijklessen aan kinderen tussen 10 en 14 jaar.
Onder meer journalisten, advocaten, mode-ontwerpers, architecten, lassers en vroedkundigen komen vrijwillig vertellen over hun beroep en laten leerlingen aan de hand van praktijkoefeningen hun eigen mogelijkheden en talenten ontdekken.

## Geschiedenis

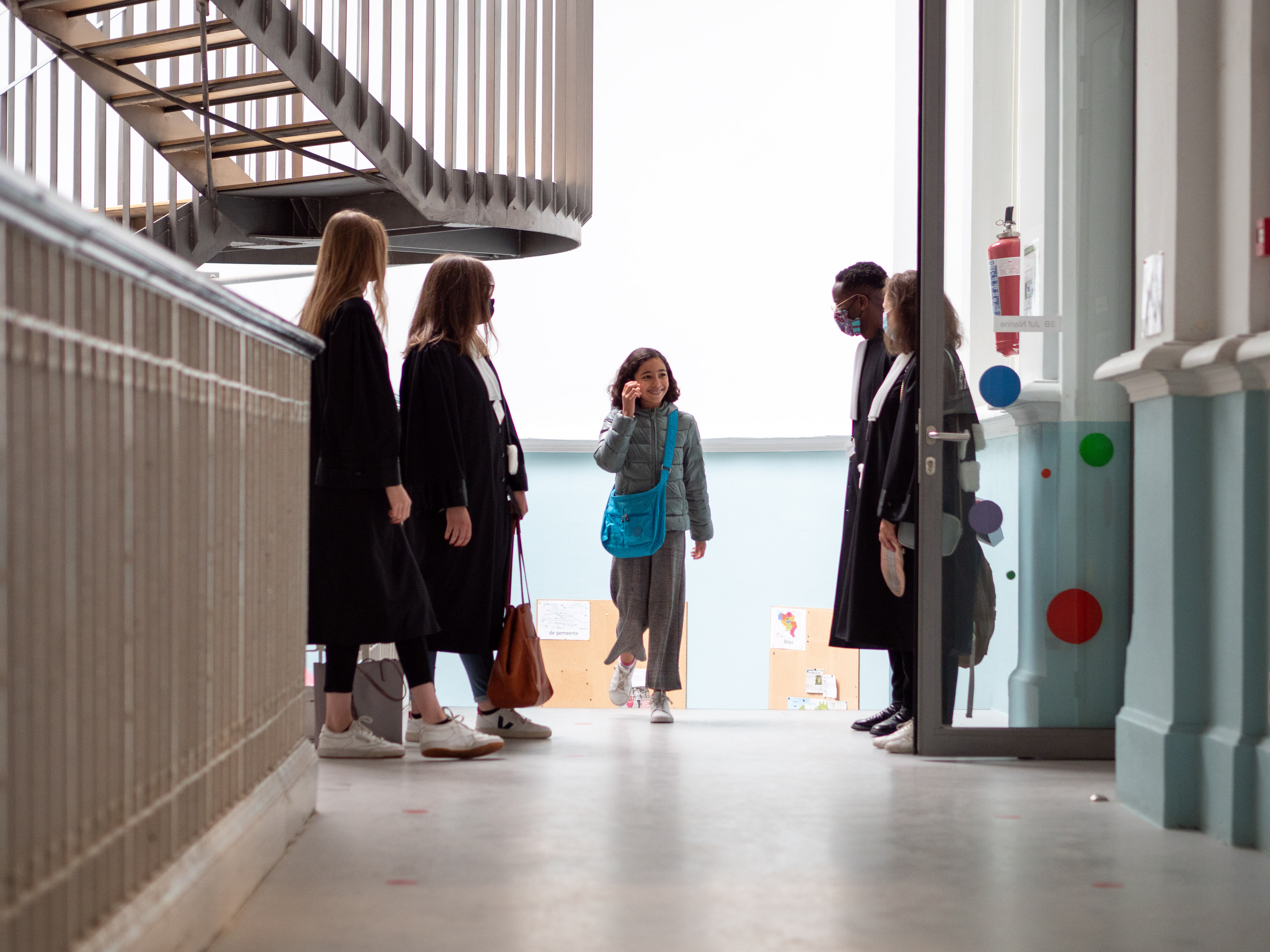

In 2011 kreeg het idee vorm tijdens een ontmoeting in het Europees Parlement waarbij Sofie Foets kennismaakte met de Nederlandse IMC Weekendschool. CVC Capital Partners was de eerste in een rij van sponsorende bedrijven. In het schooljaar 2012-2013 ging TADA van start in Sint-Joost-ten-Node. De leerlingen volgen een curriculum van drie jaar, naar het Nederlands voorbeeld waarmee TADA twee keer per jaar overlegt.
In 2014 werd de werking van TADA erkend als eerste laureaat van de Stichting Koningin Paola in de categorie "innovatie in buitenschools onderwijs". In oktober 2015 volgde een vestiging in Kuregem en in januari 2016 ook in Sint-Jans-Molenbeek. In 2016 werkten op jaarbasis 500 vrijwilligers mee. In 2017 leidde koning Filip van België een klas rond in zijn paleis.
In september 2018 opende een vierde antenne in Sint-Jans-Molenbeek. In 2018 organiseerde het mediahuis BRUZZ samen met 22 gemeenschapscentra een spaghettislag ten voordele van TADA. Het jaar daarop, opende de vijfde antenne in Schaarbeek haar deuren.
In 2023 vierde TADA haar 10-jarig bestaan. Op dat moment kwamen 806 kinderen elke week naar de weekendschool en telde het netwerk van TADA meer dan 3000 vrijwilligers waaronder Groen co-voorzitter Nadia Naji en hoofdredacteur Liesbeth Van Impe van het Nieuwsblad.

## Alumni-netwerk
TADA For Life is een alumni-netwerk voor tieners die het driejarige TADA-parcours hebben doorlopen. Dit netwerk beoogt de wereld van tieners verder open te trekken en schakelt de oud-leerlingen ook in als voorbeeldfiguren voor jongere kinderen bij TADA of daarbuiten. In september 2022 telde TADA's alumni-netwerk 1009 oud-leerlingen.
In de zomer van 2018 namen oud-leerlingen Teresa en Nussaiba deel aan een internationaal programma voor vrouwelijk leiderschap in de Amerikaanse stad Boston. In het schooljaar 2022-2023 ging een pilootproject van start waarbij oud-leerlingen Ashraf, Aya, Natalia en Tolga elk als klascoördinator terug kwamen naar de weekendschool om er een jaar lang hun eigen klas met 28 leerlingen te begeleiden.

## TADA 2.0
Sinds juni 2021 zet TADA ook in op het sensibiliseren van volwassenen om zo meer inclusie op het werk, op school en in het dagelijks leven te bereiken via het online platform TADA 2.0. In 2023 werd de eerste podcast over de ervaringen van alumna Caroline gepubliceerd. Daarnaast biedt TADA ook vormingen en workshops voor volwassenen aan.